# كاثي لي كروسبي
كاثي لي كروسبي (بالإنجليزية: Cathy Lee Crosby)‏ هي لاعب كرة مضرب وممثلة أمريكية، ولدت في 2 ديسمبر 1944 بلوس أنجلوس في الولايات المتحدة.

## أعمال

### أفلام
- (1992) اللاعب

## وصلات خارجية
- كاثي لي كروسبي على موقع IMDb (الإنجليزية)
- كاثي لي كروسبي على موقع ألو سيني (الفرنسية)
- كاثي لي كروسبي على موقع أول موفي (الإنجليزية)
- كاثي لي كروسبي على موقع قاعدة بيانات الأفلام السويدية (السويدية)
- كاثي لي كروسبي على موقع إن إن دي بي (الإنجليزية)
- كاثي لي كروسبي على موقع قاعدة بيانات الفيلم (الإنجليزية)
- كاثي لي كروسبي على موقع كينوبويسك (الروسية)